# Patrick Farkas
Patrick Farkas (Oberwart, 9 de septiembre de 1992) es un futbolista austriaco que juega en la demarcación de defensa para el SV Oberwart de la Austrian Regional League.

## Trayectoria
Tras formarse como futbolista en clubes como el ASK Oberdorf, SV Oberwart o el AKA Burgenland, en 2009 se marchó al SV Mattersburg. Hizo su debut el 13 de febrero de 2010, en un partido de la Bundesliga de Austria contra el SC Wiener Neustadt, encuentro que finalizó por 1-0 a favor del Mattersburg. Tras ocho temporadas, y ganar una Primera Liga de Austria en 2015, se marchó al FC Red Bull Salzburg. Lo hizo en el mercado de verano de 2017, llegando a debutar el 15 de julio en la primera ronda de la Copa de Austria. En Salzburgo estuvo cuatro años, marchándose en 2021 al F. C. Lucerna. Su periplo por Suiza duró media temporada, ya que en diciembre regresó al fútbol austriaco de la mano del TSV Hartberg. Estuvo en este equipo año y medio antes de volver al SV Oberwart en julio de 2023.

## Clubes
| Club               | País    | Año       | Partidos | Goles |
| ------------------ | ------- | --------- | -------- | ----- |
| SV Mattersburg     | Austria | 2009-2017 | 255      | 9     |
| Red Bull Salzburgo | Austria | 2017-2021 | 61       | 5     |
| F. C. Lucerna      | Suiza   | 2021-2022 | 10       | 0     |
| TSV Hartberg       | Austria | 2022-2023 | 33       | 0     |
| SV Oberwart        | Austria | 2023-     | 30       | 2     |

## Palmarés

### Campeonatos nacionales
| Título                  | Club               | País    | Año  |
| ----------------------- | ------------------ | ------- | ---- |
| Primera Liga de Austria | SV Mattersburg     | Austria | 2015 |
| Bundesliga de Austria   | Red Bull Salzburgo | Austria | 2018 |
| Copa de Austria         | Red Bull Salzburgo | Austria | 2019 |
| Bundesliga de Austria   | Red Bull Salzburgo | Austria | 2019 |
| Copa de Austria         | Red Bull Salzburgo | Austria | 2020 |
| Bundesliga de Austria   | Red Bull Salzburgo | Austria | 2020 |
| Copa de Austria         | Red Bull Salzburgo | Austria | 2021 |
| Bundesliga de Austria   | Red Bull Salzburgo | Austria | 2021 |